# La novia del zar
La novia del zar (en ruso, Царская невеста / Tsárskaya nevesta) es una ópera en cuatro actos compuesta por Nikolái Rimski-Kórsakov y libreto en ruso de él y de Iliá Fiódorovich Tiuménev, basada en el drama del mismo nombre de Liev Mei.

## Historia
La obra de Mei le fue sugerida por primera vez al compositor como un asunto propio para ópera en 1868 por Mili Balákirev. Aleksandr Borodín, barajó también la posibilidad de componerla. Parece ser que el compositor ya había pensado seriamente en componerla en 1891, pero no lo hizo hasta 1898. La primera representación de la ópera tuvo lugar el 22 de octubre (3 de noviembre) de 1899 en el Teatro Solodóvnikov de Moscú. El estreno moscovita se produjo en la Sociedad privada de ópera de Moscú, con diseño escénico de Mijaíl Vrúbel. San Petersburgo tuvo su estreno dos años más tarde en el Teatro Mariinski con diseño escénico de Ivánov y Lambin. Otra representación notable se dio en el Teatro Bolshói de Moscú, dirigida por Emil Cooper (Kúper) y diseño escénico de Konstantín Korovin, Golová y Diachkov. Una versión filmada en 1966 fue dirigida por Vladímir Gorikker.
El propio Rimski-Kórsakov dijo que con esta ópera pretendía una reacción contra las ideas de Richard Wagner y que fuera en el estilo de la "cantilena par excellence".
La novia del zar no forma parte del repertorio operístico habitual en Occidente, pero sí en Rusia. Esta ópera se representa poco; en las estadísticas de Operabase aparece con el n.º 124 de las óperas representadas en 2005-2010, siendo la 8.ª en Rusia y la primera de Rimski-Kórsakov, con 26 representaciones en el período. Usa melodías basadas en canciones populares rusas.
Una producción destacada en los Estados Unidos tuvo lugar en 1986 en la Ópera de Washington. El estreno en la Royal Opera se produjo en Covent Garden en 2011, dirigido por Paul Curran, con diseño escénico y de vestuario de Kevin Knight y diseño de iluminación de David Jacques.

## Personajes
| Personaje | Tesitura     | Reparto del estreno Moscú 3 de noviembre (fecha antigua: 22 de octubre) de 1899 (Director: Mijaíl Ipolítov-Ivánov) | Reparto del estreno San Petersburgo 11 de noviembre (fecha antigua: 30 de octubre) de 1901 (Director: Eduard Nápravník) | Reparto del estreno Moscú 1916 (Director: Féliks Blumenfeld) | Reparto del estreno Londres 14 de abril de 2011 (Director: Mark Elder) |
| --- | ------------ | --- | --- | ------------------------------------------------------------ | ---------------------------------------------------------------------- |
| Vasili Stépanovich Sobakin, un comerciante de Nóvgorod | bajo         | Nikolái Mutin | Lev Sibiriakov | Vasili Petrov                                                | Paata Burchuladze                                                      |
| Marfa, su hija | soprano      | Nadezhda Zabela-Vrúbel                                                                                             | Adelaida Bolska | Antonina Nezhdánova                                          | Marina Poplávskaya                                                     |
| Grigori Griaznói, un opríchnik | barítono     | Nikolái Sheveliov                                                                                                  | Ioakim Tartakov | Leonid Savranski                                             | Johan Reuter                                                           |
| Maliuta Skurátov, un opríchnik | bajo         | Tarásov | Aleksandr Antónovski | Platón Tsesévich                                             | Aleksandr Vinográdov                                                   |
| Boyardo Iván Serguéievich Lýkov | tenor        | Antón Sekar-Rozhansky                                                                                              | Fiódor Oreshkévich | Mijaíl Kurzhiyamski                                          | Dmitri Popov                                                           |
| Liubasha | mezzosoprano | Aleksandra Rostóvtseva                                                                                             | María Slávina | Pávlova                                                      | Yekaterina Gubánova                                                    |
| Yeliséi Bomelius, médico del zar | tenor        | Vasili Shkafer | Daverin-Krávchenko | Fiódor Ernst                                                 | Vasili Gorshkov                                                        |
| Domna Ivánovna Sabúrova, una comerciante | soprano      | Sofía Gládkaya | Sofía Gládkaya |                                                              | Elizabeth Woollett                                                     |
| Duniasha, su hija, amiga de Marfa | mezzosoprano | Varvara Strájova                                                                                                   | Yulia Yunósova | Konkordia Antárova                                           | Jurgita Adamonyte                                                      |
| Petrovna, ama de llaves de los Sobakin | mezzosoprano | Varvara Jaritónova                                                                                                 | |                                                              | Anne-Marie Owens                                                       |
| El fogonero del zar | bajo         | | |                                                              |                                                                        |
| Una doncella | mezzosoprano | | |                                                              |                                                                        |
| Un muchacho | tenor        | | |                                                              |                                                                        |
| Coro, papeles mudos: Dos distinguidos jinetes, opríchniks, coristas femeninos y masculinos, bailarines, boyardos y boyardas, doncellas, sirvientes, pueblo. |              | | |                                                              |                                                                        |

## Argumento

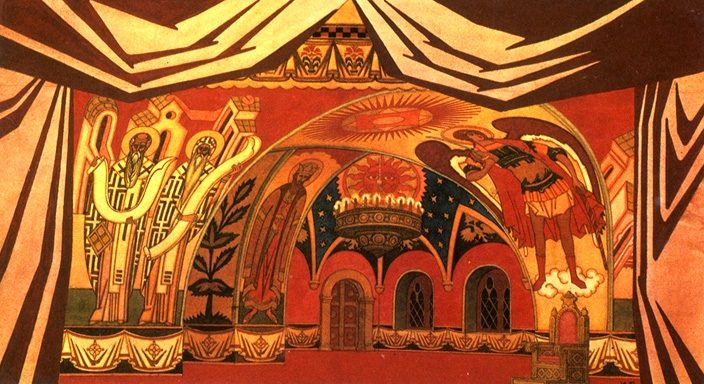
Diseño de decorado de Iván Bilibin.

La acción se desarrolla en la Aleksándrovskaya slobodá de Aleksándrov en otoño de 1572. Presenta la sociedad del Zarato ruso, dominada por el zar y los cortesanos que lo rodean, con un poder omnímodo sobre sus súbditos. Se basa en el tercer matrimonio del zar Iván el Terrible con María Sobákina, pero se aparta bastante de la realidad históricamente acreditada.
Griaznói ha raptado a la joven Liubasha, pero luego se enamora de Marfa, prometida de Lýkov. Griaznói acude a un mago para que le ayude a conquistarla con un filtro de amor. Liubasha quiere que el mago le dé, en su lugar, un veneno que la vaya matando poco a poco. Iván el Terrible quiere casarse con María, pero esta muere. Cuando Griaznói descubre al final lo ocurrido, mata a Liubasha y la guardia del zar lo arresta.

## Fragmentos destacados
- Obertura
- Recitativo y aria de Griaznói (Acto I)
- Canción de Liubasha (Acto I)
- Aria de Marfa (Acto II). Es la pieza más destacada, y es una de las mejores de todo el repertorio ruso.